# Montebello Islands Marine Park

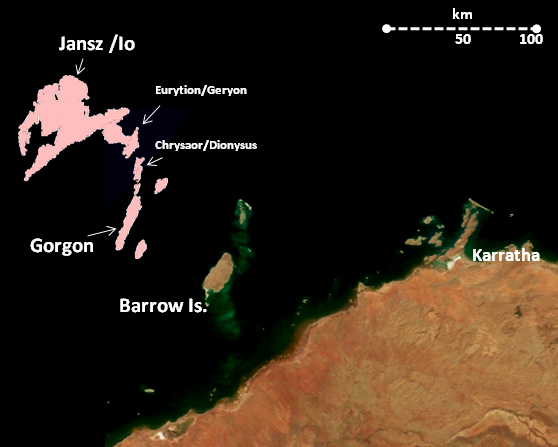
Gorgon-Gasfeld und Barrow-Insel

Der Montebello Island Marine Park mit einer Größe von 58.331 ha liegt vor der Nordwestküste von Western Australia, etwa 1.600 km von Perth und 120 km von der Stadt Dampier entfernt. Das im Jahr 2004 ausgewiesene Schutzgebiet umfasst die gesamte Gruppe der Montebello-Inseln.

## Bedeutung und Umgebung
In der Nähe des Meeresparks befindet sich in eine der bedeutendsten Erdöl- und Erdgasgewinnungszone Australiens, das Gorgon-Gasfeld, und es ist zugleich eine der bedeutendsten Brut- und Niststätten von Meeresschildkröten.
Es handelt sich darüber hinaus um ein zusammenhängendes großes Schutzgebiet mit dem Barrow Island Marine Park mit 4169 ha und dem Barrow Island Marine Management Area mit 114.693 ha.
Auf den Montebello-Inseln fanden die ersten britisch-australischen Atombombenexplosionen statt, deshalb können die Alpha-Insel und Trimouille-Inseln nur eine Stunden lang am Tag betreten werden und keine Objekte in die Hand genommen werden. Sie können jahrhundertelang nicht bewohnt werden.

## Flora und Fauna
In den drei Schutzgebieten halten sich neben der endemische Wallriffschildkröte, Suppenschildkröte, Echte Karettschildkröte und gelegentlich Unechte Karettschildkröte auf.
In dem Meeresgebiet des Parks halten sich auf Zwergwal, Zahnwal, Brydewal, Buckelwal, Pottwal, Kurzflossen-Grindwal, Schwertwal, Kleiner Schwertwal, Gemeiner Delfin, Blau-Weißer Delfin, Großer Tümmler und Dugong auf.
Es gibt 150 Arten von Steinkorallen im Meeresgebiet und zahlreiche Vogelarten wurden festgestellt.
An den Küsten wachsen Mangrovenwälder, die sich mit Sandstränden und Felsenriffen abwechseln. In den Gewässern des Parks befinden sich auch bedeutende Korallenriffe mit tropischer Fauna.

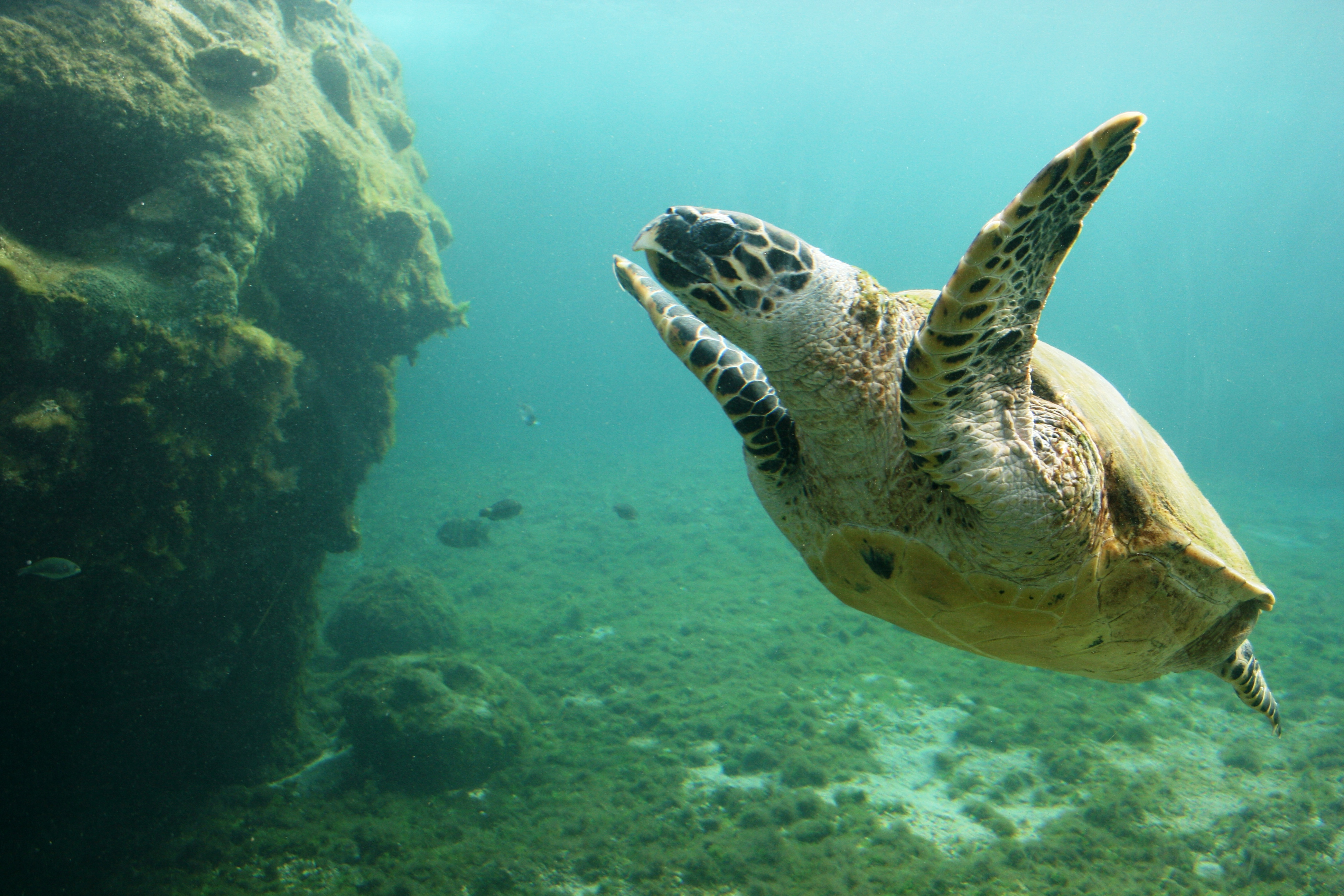
Echte Karettschildkröte
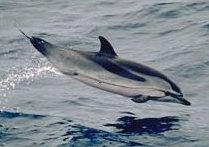
Blau-weißer Delfin
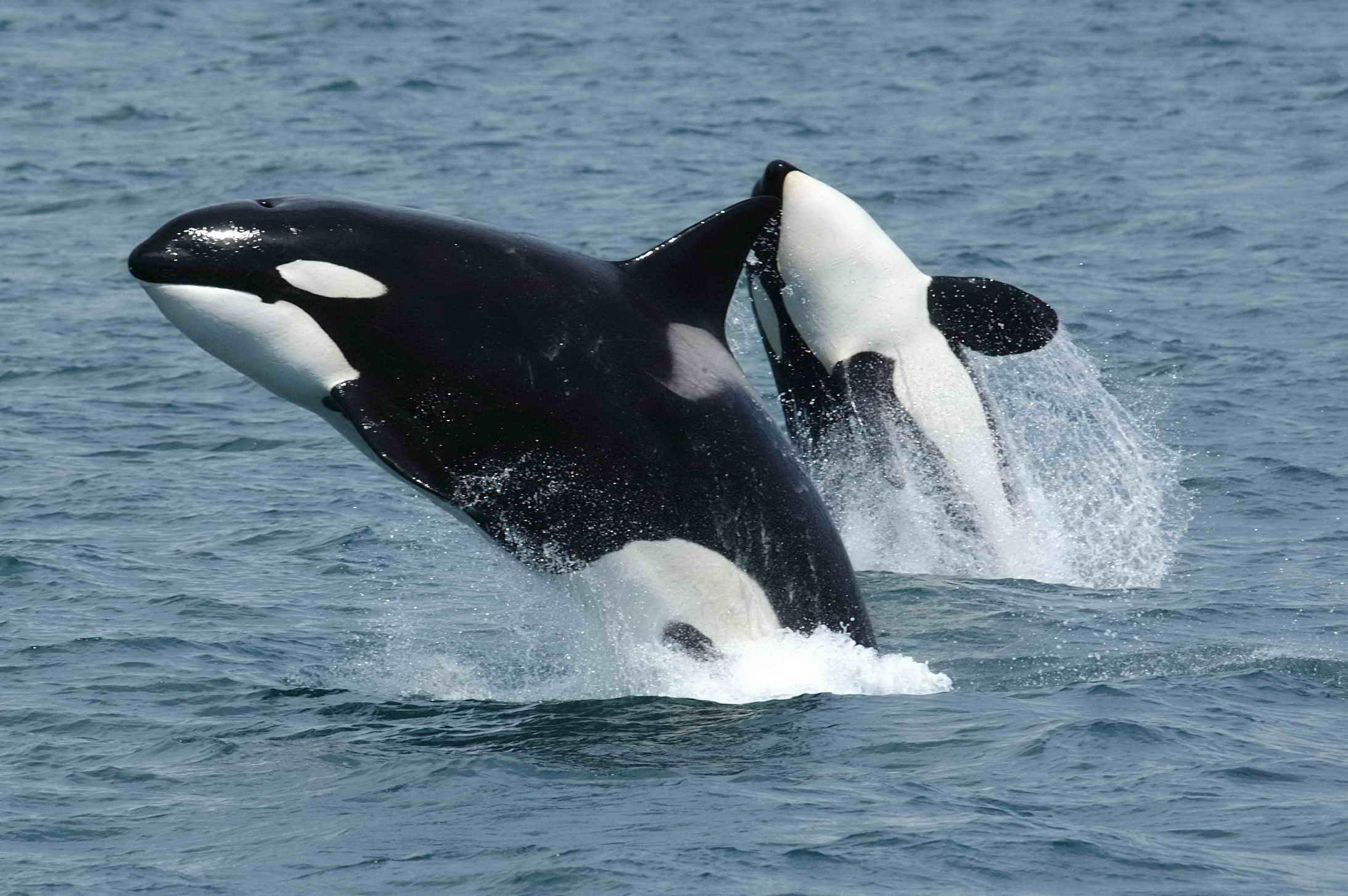
Schwertwal
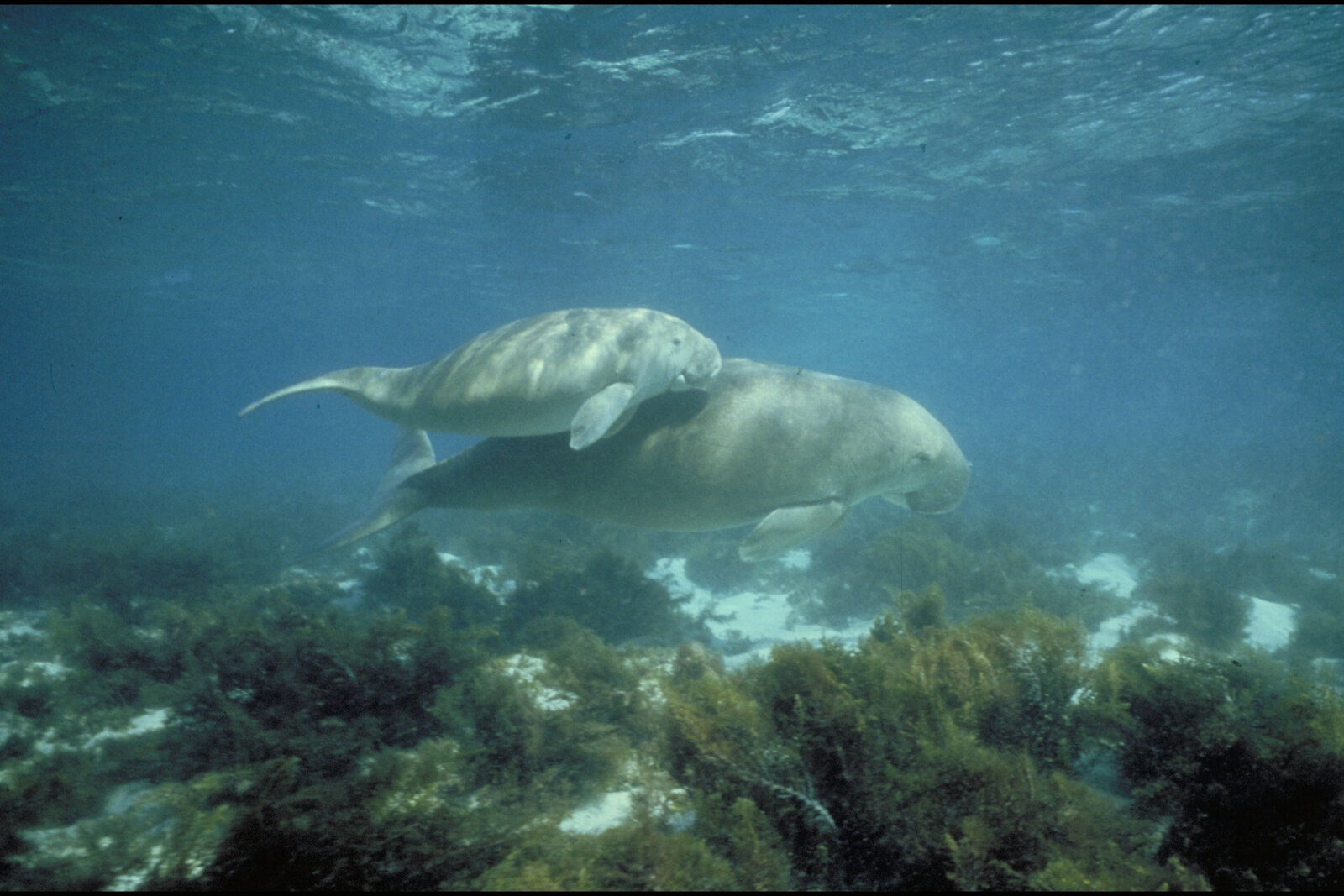
Dugongs
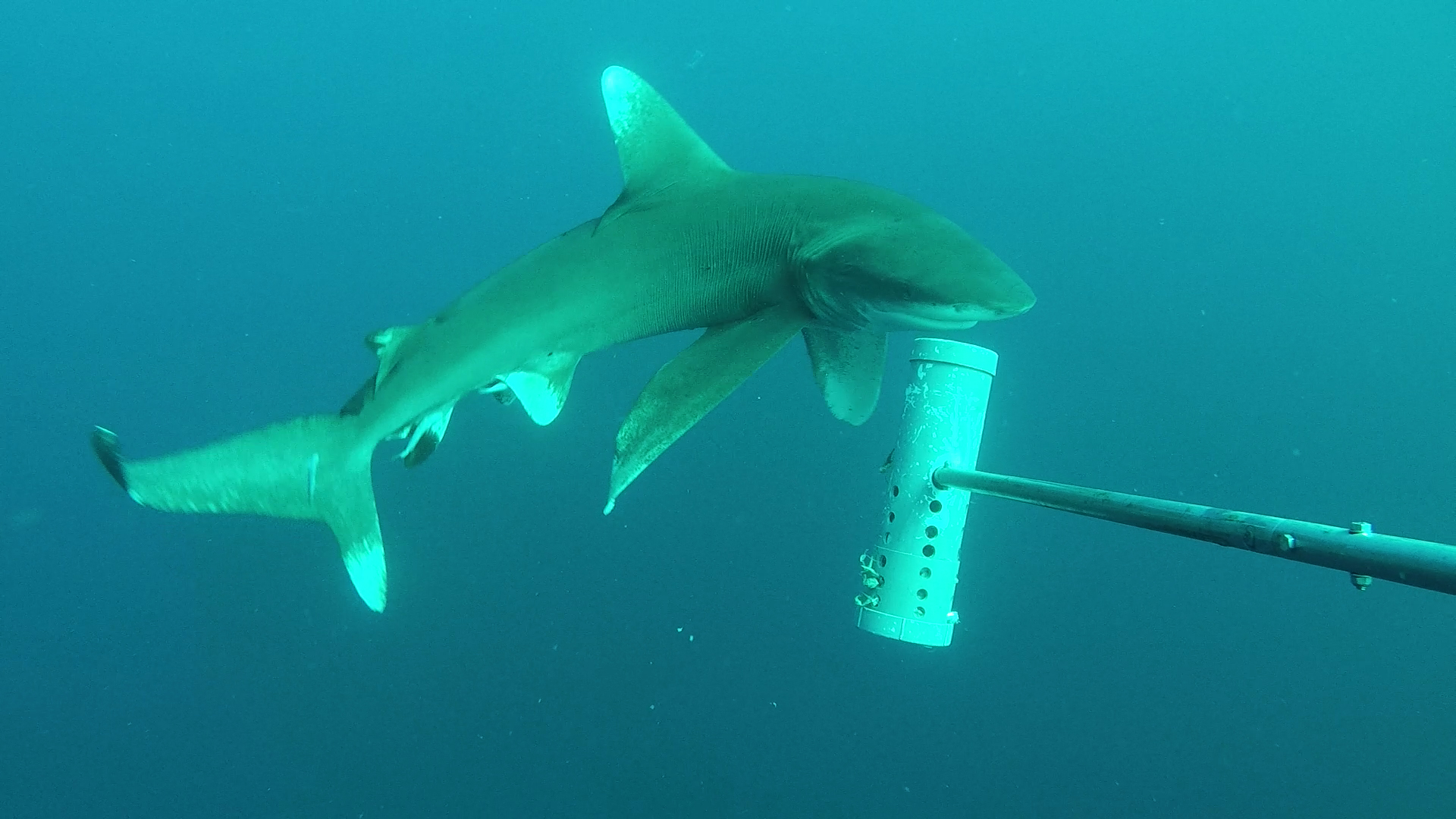
Weißspitzen-Riffhai

## Wirtschaftliche Nutzung
Im Gebiet der Montebello-Inseln und der Barrow-Insel wurden im Jahr 2006 Erdgas und Erdöl im Wert von AUD 515 Millionen gefördert.
Ferner wird Fischfang, Krabben- und Schildkrötenfang in der See betrieben und der Tourismus spielt mit Tauchen, Schnorcheln, Wildbeobachtung und Wassersport eine Rolle. Seit 1902 wird bis heute in dem Gebiet eine Zuchtperlenproduktion betrieben.

## Sonstiges
Archäologische Spuren von Aborigines wurden an den Küsten dieses Parks bisher nicht gefunden.